# 판동초등학교
판동초등학교는 대한민국 충청북도 보은군에 있는 공립 초등학교이다.

## 학교 연혁
- 1962년 9월 3일: 삼승국민학교 원남분교장 인가
- 1965년 3월 1일: 판동국민학교 설립인가 및 개교
- 2007년 3월 1일: 삼승초등학교 통합 6학급 편성

## 참고 자료
- 판동초등학교 - 한국교육학술정보원 학교알리미